# Gaviões da Ferrô
Gaviões da Ferrô é uma escola de samba da cidade de Cruz Alta, no Rio Grande do Sul. A escola foi campeã do carnaval de sua cidade em 2004, 2009 e 2010 e vice-campeã em 2007, 2011 e 2012.
Seu lema é: " A corrente jamais será quebrada".
As cores da escola são o verde e rosa.
A palavra "Ferrô", vem de origem da localização da comunidade que originou a escola, que fica no bairro Ferroviário, onde muitos integrantes e familiares trabalhavam nas vias férreas da cidade de Cruz Alta. Hoje sua sede se localiza no mesmo bairro, no antigo CERFER, com a entrada pela volta da pêra.
Possui atualmente o apelido carinhoso, dado pela sua comunidade de " A mais querida da cidade!", devido ao seu samba enredo de 2023, com o título de: "Escreveu, não leu, o palco é meu!".

## Segmentos

### Presidentes
| Nome                  | Mandato   | Ref.  |
| --------------------- | --------- | ----- |
| Delmar Braz do Prado  | 98-99     |       |
| Silas Moreira Marques | 2002-2020 | [ 2 ] |
| José Luiz Freitas     | 2020      |       |

### Diretores
| Ano  | Diretor de Carnaval | Carnavalesco(a)  | Diretor de Figurino /Fantasias | Diretor Artístico | Mestre de bateria   | Ref.                |
| ---- | ------------------- | ---------------- | ------------------------------ | ----------------- | ------------------- | ------------------- |
| 2007 | -                   |                  |                                |                   | Carlos Eli do Prado | [ 2 ]               |
| 2024 | Marcelo Demetrios   | Ana Paula Coelho | José Augusto de S. Santos      | Pablo Pastório    | Cássio Martins      | [carece de fontes?] |

### Casal de Mestre-sala e Porta-bandeira
| Ano  | Nome                                   | Ref.  |
| ---- | -------------------------------------- | ----- |
| 2007 | Josemar dos Santos e Fernanda do Prado | [ 2 ] |
| 2024 | Sidclei Santos e Marcella Alves        |       |

### Coreógrafo
| Ano  | Nome                | Ref.  |
| ---- | ------------------- | ----- |
| 2007 | Vladimir Colombelli | [ 2 ] |

### Corte de bateria
| Ano  | Rainha           | Rainha da Bateria | Madrinha da Bateria      | Rainha Juvenil | Rainha infantil           | Rainha da melhor idade   | Rainha Plus SIze   | Ref.  |
| ---- | ---------------- | ----------------- | ------------------------ | -------------- | ------------------------- | ------------------------ | ------------------ | ----- |
| 2007 | Juliana da Silva |                   | Cristiane da Luz         | Larissa Leal   | Márcia Arielly Fernandes  |                          |                    | [ 2 ] |
| 2024 | Andressa Pacheco | Carol Noronha     | Clarissa Coutinho Campos | Rafaelly Melo  | Antonella Lima dos Santos | Andreia Nunes dos Santos | Josemari GOnçalves |       |

## Carnavais
| Ano                                                          | Colocação                                                    | Grupo                                                        | Enredo | Carnavalesco                                                 | Intérprete                                                   | Ref.          |
| ------------------------------------------------------------ | ------------------------------------------------------------ | ------------------------------------------------------------ | --- | ------------------------------------------------------------ | ------------------------------------------------------------ | ------------- |
| 1994                                                         |                                                              |                                                              | Terra do Tinha |                                                              |                                                              |               |
| 1996                                                         |                                                              |                                                              | Lendas do Brasil |                                                              |                                                              |               |
| 1997                                                         |                                                              |                                                              | Comunicações |                                                              |                                                              |               |
| 2003                                                         |                                                              |                                                              | Dança do mundo nas asas do gavião |                                                              |                                                              |               |
| 2004                                                         | Campeã                                                       | Único                                                        | O sonho do Gavião, voando e desvendando as belezas e mistérios do mar.                                                                       | Roni Maxi Amorim                                             | Fábio Marques                                                | [ 3 ]         |
| 2006                                                         | 3º lugar                                                     | Único                                                        | No centenário do avião, o sonho se torna real nas asas do Gavião.                                                                            |                                                              |                                                              | [ 3 ]         |
| 2007                                                         | Vice-campeã                                                  | Único                                                        | Aroma de flores - sabores e amores - o verdadeiro sentido da vida. Compositores:Marcelo Marques, Vladimir Colombelli e Rafaelzinho do Cavaco | Roni Maxi Amorim                                             | Fábio Marques                                                | [ 2 ] [ 3 ]   |
| 2008                                                         | 4º lugar                                                     | Único                                                        | Planeta Água, Terra é vida! |                                                              |                                                              |               |
| 2009                                                         | Campeã                                                       | Único                                                        | Vou Fazer Meu Mapa Astral Para Brilhar No Carnaval.                                                                                          |                                                              | Fábio Marques                                                | [ 1 ]         |
| 2010                                                         | Campeã                                                       | Único                                                        | Na Vila criamos nosso enredo. Vivendo sonhos, dissabores e desejos.                                                                          |                                                              | Fábio Marques                                                | [ 4 ]         |
| 2011                                                         | Vice-campeã                                                  | Único                                                        | Desejo. |                                                              |                                                              | [ 5 ]         |
| 2012                                                         | Vice-campeã                                                  | Único                                                        | Mel |                                                              |                                                              | [ 6 ]         |
| 2013                                                         | 3º lugar                                                     | Único                                                        | Para além do fim do Mundo |                                                              |                                                              | [ 7 ]         |
| 2014                                                         | 4º lugar                                                     | Único                                                        | Energizando a Comunidade, Ferrô é só felicidade!                                                                                             |                                                              |                                                              | [ 8 ] [ 9 ]   |
| 2015                                                         | 3º lugar                                                     | Único                                                        | A Estrela Guia do Aventureiro |                                                              |                                                              | [ 10 ] [ 11 ] |
| Em 2016 o carnaval foi cancelado devido a falta de recursos. | Em 2016 o carnaval foi cancelado devido a falta de recursos. | Em 2016 o carnaval foi cancelado devido a falta de recursos. | Em 2016 o carnaval foi cancelado devido a falta de recursos.                                                                                 | Em 2016 o carnaval foi cancelado devido a falta de recursos. | Em 2016 o carnaval foi cancelado devido a falta de recursos. | [ 12 ]        |
| 2018                                                         |                                                              |                                                              | África |                                                              |                                                              |               |
| 2019                                                         |                                                              |                                                              | Marrakesh |                                                              |                                                              |               |
| 2020/22                                                      |                                                              |                                                              | Fogo |                                                              | Igor Sorriso                                                 |               |
| 2023                                                         |                                                              |                                                              | Escreveu, não leu. O Palco é meu! |                                                              | Igor Sorriso                                                 |               |
| 2024                                                         |                                                              |                                                              | Gaviões canta a sua fé |                                                              | Igor Sorriso                                                 |               |

## Títulos
- Campeã em Cruz Alta: 2004,[3] 2009,[1] 2010[4]